# 大矢知駅
大矢知駅（おおやちえき）は、三重県四日市市大矢知町にある、三岐鉄道三岐線の駅である。ナンバリングはS02。

## 歴史
- 1931年（昭和6年）7月23日：開業[1]。

## 駅構造
島式ホーム1面2線を持つ地上駅。委託による特殊勤務駅となっている。なお、駅舎とホームは構内踏切で結ばれている。かつては荷物扱いを行っており、貨物ホームが存在した。

### のりば
| 号線   | 路線    | 方向 | 行先         |
| ------ | ------- | ---- | ------------ |
| 反対側 | ■三岐線 | 下り | 西藤原方面   |
| 駅舎側 | ■三岐線 | 上り | 近鉄富田方面 |

※案内上のホーム番号は割り当てられていない。
付記事項
- 駅名標にはかつて存在した「三岐朝明」の文字が、隣駅の表記でかすかに見える[要出典]。

## 利用状況
「三重県統計書」によると、1日の平均乗車人員は以下の通りである。
| 年度               | 一日平均 乗車人員 |
| ------------------ | ----------------- |
| 1997年（平成09年） | 311               |
| 1998年（平成10年） | 300               |
| 1999年（平成11年） | 281               |
| 2000年（平成12年） | 274               |
| 2001年（平成13年） | 268               |
| 2002年（平成14年） | 274               |
| 2003年（平成15年） | 269               |
| 2004年（平成16年） | 292               |
| 2005年（平成17年） | 298               |
| 2006年（平成18年） | 313               |
| 2007年（平成19年） | 325               |
| 2008年（平成20年） | 336               |
| 2009年（平成21年） | 314               |
| 2010年（平成22年） | 308               |
| 2011年（平成23年） | 308               |
| 2012年（平成24年） | 301               |
| 2013年（平成25年） | 327               |
| 2014年（平成26年） | 337               |
| 2015年（平成27年） | 357               |
| 2016年（平成28年） | 369               |
| 2017年（平成29年） | 376               |
| 2018年（平成30年） | 404               |
| 2019年（令和元年） | 369               |
| 2020年（令和02年） | 289               |
| 2021年 (令和3年)   | 369               |
| 2022年 (令和4年)   | 289               |
| 2023年 (令和5年)   | 296               |

## 駅周辺
朝明川から南へ少し離れた所にあり、駅付近は民家などの建物が多く建つ。駅の南北にはそうめん・ひやむぎなどを扱う製麺所が数軒ある。駅から南へ抜けると久留倍官衙遺跡（遺跡公園を併設）に至る。
- 四日市市役所大矢知地区市民センター
- 四日市市立大矢知興譲小学校 - かつては同地に忍藩大矢知陣屋があった[6]。
- 四日市市立大矢知幼稚園
- 四日市大矢知郵便局
- 覚玉寺
- 山分天満宮
- 大矢知城跡（大城跡）
- 久留倍官衙遺跡（国指定史跡）[7] - 遺跡公園を併設[8]。
- 百度石・齋藤米吉君碑（大矢知村消防組頭）
- 郷倉 - 緊急保存用の穀物を保管した倉庫。大矢知地区に現存するものは1軒しかない。
- 北勢バイパス・国道1号
- 三重県道9号四日市員弁線
- 三重県道26号四日市多度線
- あさけ通り - 大矢知興譲小学校交差点から西は三重県道9号線と重複。
- 四日市市自主運行バス「大谷地東」停留所 - 山城富州原線
- 朝明川

## 隣の駅
三岐鉄道
S 三岐線
富田駅 - （三岐朝明信号場） - 大矢知駅(S02) - 平津駅(S03)
S 三岐線（近鉄連絡線）
近鉄富田駅(S01) - （三岐朝明信号場） - 大矢知駅(S02)